# Sergio Akieme
Sergio Akieme Rodríguez (Madrid, 1997. december 16. –) egyenlítői-guineai származású és spanyol utánpótlás-válogatott labdarúgó, az UD Almería játékosa.

## Pályafutása

### Klubcsapatokban
Akieme Madridban született, egyenlítői-guinei származású szülők gyermekeként. Apja Batában született, anyja pedig Malabóban. 2013 augusztusában, 15 éves korában szerződött a Getafétől a Rayo Vallecano junior csapatához.
2015. augusztus 30-án debütált a Rayo Vallecano tartalékcsapatában, a CDA Navalcarnero együttesét fogadták az első fordulóban a negyedosztályban. (Tercera División).
Az év december 30-án a Rayo Vallecano felnőtt csapatának akkori vezetőedzője, Paco Jémez benevezte az Atlético de Madrid elleni 2–0-ra elvesztett elsőosztályú mérkőzésre, de nem kapott játéklehetőséget.
Végül 2016. szeptember 6-án debütált, az UD Almería elleni Spanyol Kupa mérkőzésen. A bajnokságban 2017. június 9-én volt az első mérkőzése a Sevilla Atlético ellen, a másodosztályban.
2019. szeptember 2-án kétéves szerződést írt alá a Barcelonával.
Első szezonjában a B csapatban (Segunda División B) kapott helyet. Szeptember 7-én mutatkozott be a harmadik fordulóban, az SD Ejea elleni 1–0-ra elvesztett mérkőzésen.

## Statisztika
2022. május 21-i állapot szerint.
| Klub              | Szezon           | Bajnokság          | Bajnokság | Bajnokság | Kupa  | Kupa  | Nemzetközi | Nemzetközi | Egyéb | Egyéb | Összes | Összes |
| Klub              | Szezon           | Liga               | Mérk.     | Gólok     | Mérk. | Gólok | Mérk       | Gólok      | Mérk. | Gólok | Mérk.  | Gólok  |
| ----------------- | ---------------- | ------------------ | --------- | --------- | ----- | ----- | ---------- | ---------- | ----- | ----- | ------ | ------ |
| Rayo Vallecano    | 2015/16          | La Liga            | 0         | 0         | 0     | 0     | —          | —          | —     | —     | 0      | 0      |
| Rayo Vallecano    | 2016/17          | Segunda División   | 1         | 0         | 1     | 0     | —          | —          | —     | —     | 2      | 0      |
| Rayo Vallecano    | 2017/18          | Segunda División   | 3         | 0         | 1     | 0     | —          | —          | —     | —     | 4      | 0      |
| Rayo Vallecano    | 2018/19          | La Liga            | 2         | 0         | 2     | 0     | —          | —          | —     | —     | 4      | 0      |
| Rayo Vallecano    | 2019/20          | Segunda División   | 3         | 0         | 0     | 0     | —          | —          | —     | —     | 3      | 0      |
| Rayo Vallecano    | Összesen         | Összesen           | 9         | 0         | 4     | 0     | —          | —          | —     | —     | 13     | 0      |
| Barcelona B       | 2019/20          | Segunda División B | 24        | 0         | —     | —     | —          | —          | 3     | 0     | 27     | 0      |
| Barcelona B       | Összesen         | Összesen           | 24        | 0         | —     | —     | —          | —          | 3     | 0     | 27     | 0      |
| Almería (kölcsön) | 2020/21          | Segunda División   | 34        | 2         | 4     | 0     | —          | —          | 2     | 0     | 40     | 2      |
| Almería           | 2021/22          | Segunda División   | 28        | 1         | 2     | 0     | —          | —          | —     | —     | 30     | 1      |
| Almería           | Összesen         | Összesen           | 62        | 3         | 6     | 0     | —          | —          | 2     | 0     | 70     | 3      |
| KARRIER ÖSSZESEN  | KARRIER ÖSSZESEN | KARRIER ÖSSZESEN   | 95        | 3         | 10    | 0     | 0          | 0          | 5     | 0     | 110    | 3      |

## Sikerei, díjai
Rayo Vallecano
- Segunda División: 2017–18